# Giáo hoàng Grêgôriô XI

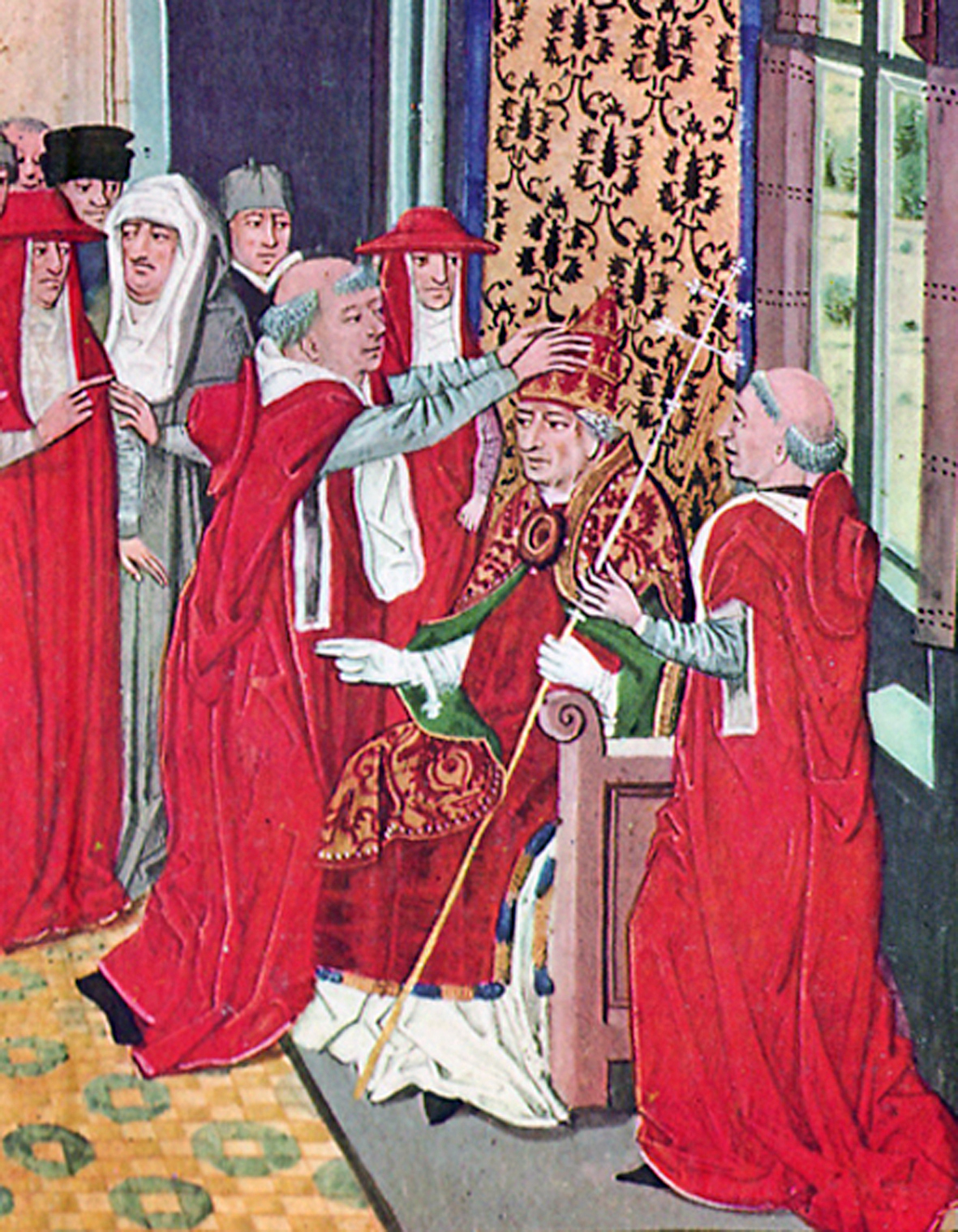
Lễ đăng quang của giáo hoàng tại Avignon.

Grêgôriô XI (Latinh: Gregorius XI) là vị giáo hoàng thứ 201 của giáo hội công giáo.
Theo niên giám tòa thánh năm 1806 thì ông đắc cử Giáo hoàng năm 1370 và ở ngôi Giáo hoàng trong 7 năm 2 tháng 20 ngày. Niên giám tòa thánh năm 2003 xác định ông đắc cử Giáo hoàng ngày 30 tháng 12 năm 1370, ngày khai mạc chức vụ mục tử đoàn chiên chúa là ngày 5 tháng 1 năm 1371 và ngày kết thúc triều đại của ông là ngày 26 tháng 3 năm 1378.

## Trước khi làm giáo hoàng
Giáo hoàng Gregorius XI sinh tại lâu đài Maumont, ở Rosiers d'Egletons trong vùng Corrèze, giáo phận Limoges, Pháp vào khoảng năm 1329 hoặc 1331 với tên thật là Pierre-Roger de Beaufort.
Ông là cháu của Giáo hoàng Clemen VI, người ban cho ông nhiều bổng lộc và cuối cùng thăng ông lên chức Phó tế và Hồng y năm 1348 lúc mới 18 (hoặc 19) tuổi.
Với tư cách là Hồng y, ông tích cực chăm lo đại học Pérouse ở Ý, nơi ông trở thành tiến sĩ giáo luật và nhà thần học; theo những người ngang hàng đương thời, ông là người rất khôn khéo. "Tại đó, ông chiếm được lòng quý mến của mọi người nhờ sự khiêm tốn và tâm hồn rất trong sáng" (CE).

## Giáo hoàng
Khi Giáo hoàng Urbanô V qua đời, các Hồng y đã nhất trí bầu ông làm Giáo hoàng, tại Avignon tháng 12 năm 1370. Ông chọn tên Gregorius XI và chính ông được thụ phong linh mục ngày 4 tháng 1 năm 1371 để được tấn phong Giáo hoàng vào ngày hôm sau.
Ngay khi vừa lên ngôi, ông thử giải hòa các vua Pháp và Anh, nhưng thất bại trong sứ mệnh này. Tuy nhiên, ông thành công trong việc bình định Castille, Aragon, Navarre, Sicilia và Napôli. Ông cũng nỗ lực nhiều để kết hợp lại các Giáo hội Hy-lạp và Latinh để thực hiện một cuộc thập tự chinh mới và để canh tân hàng giáo sĩ.

### Tranh chấp với Bernabo
Tuy vậy, ông phải nhanh chóng để hết tâm trí chú ý đến những công việc xáo động của nước Ý, vì năm 1371 quận công Bernabo Visconti của Milanô, kẻ thù của chính quyền Giáo hoàng đã chiếm lấy Reggio và nhiều nơi khác do các chư hầu của Tòa thánh đang nắm giữ.
Khi Gregorius XI nhận thấy rằng tất cả mọi phương tiện ngoại giao đều đã thất bại, ông cấm chỉ Bernabo. Nhưng Bernabo cưỡng bức các đặc sứ mang sắc chỉ tuyệt thông, bắt họ phải ăn tấm giấy da trên đó viết vạ tuyệt thông và mắng chửi, sỉ nhục họ thậm tệ.
Gregorius XI đã tuyên chiến với ông năm 1572. Ban đầu Bernabo có được vài thành công, nhưng khi Gregorius có được sự ủng hộ của hoàng đế, của hoàng hậu Napôli và của vua Hunggari và thuê được tướng người Anh là John Hawkwood phục vụ ông (với giá 10.000 đồng đuca tiền mặt), thì Bernabo nghiêng về giải pháp hòa bình.
Bằng cách mua chuộc một số các cố vấn của Giáo hoàng, ông có được cuộc hưu chiến thuận lợi vào ngày 6 tháng 6 năm 1374.

### Với Florentia
Mọi việc đáng lẽ ra đã dừng lại ở đó, nhưng cũng như các vị tiền nhiệm ở Avignon của ông, Gregorius XI phạm phải một sai lầm nguy hại là bổ nhiệm những người Pháp làm đặc sứ và làm người cai quản những giáo tỉnh ở Ý. Trong khi người Pháp lại không quen các công việc của Ý và người Ý ghét họ. Người Florentia cảm thấy tuột mất khỏi tay họ những chức vụ thuộc giáo hội mà theo truyền thống là của họ (và hơn nữa, rất là lợi lộc).
Sợ rằng một sự củng cố quyền lực của Giáo hoàng trong Bán Đảo làm phai nhạt ảnh hưởng riêng của họ trong miền trung nước Ý, nên vào tháng 7 năm 1375, họ đã liên minh với Bernabo. Bernabo và Florentia thử làm nổ ra những cuộc nổi dậy trong lãnh thổ Giáo hoàng, đặc biệt là những người (và họ rất đông) đang phẫn nộ trước thái độ của các đặc sứ của Giáo hoàng ở Ý. Họ thành công đến nỗi chỉ trong một thời gian ngắn Giáo hoàng bị truất quyền sở hữu toàn bộ gia sản của mình.
Rất tức giận về những hành động phản loại ở Florentia, Gregorius XI áp đặt ngay cho họ một hình phạt cực kỳ nặng nề: ông đặt Florentia dưới sự cấm chỉ, phạt vạ tuyệt thông tất cả những cư dân ở đó, kể cả đàn bà và trẻ con. Ngoài ra, để gia tăng hình phạt, ông đặt họ và của cải của họ ngoài vòng pháp luật. Người Florentia đã bị thiệt hại rất nhiều về mặt tài chính. Họ xin thánh nữ Catarina Siena can thiệp cho họ, nhưng họ lại ngấm ngầm phá hoại mọi cố gắng của bà bằng cách tiế tục thù địch với Giáo hoàng.

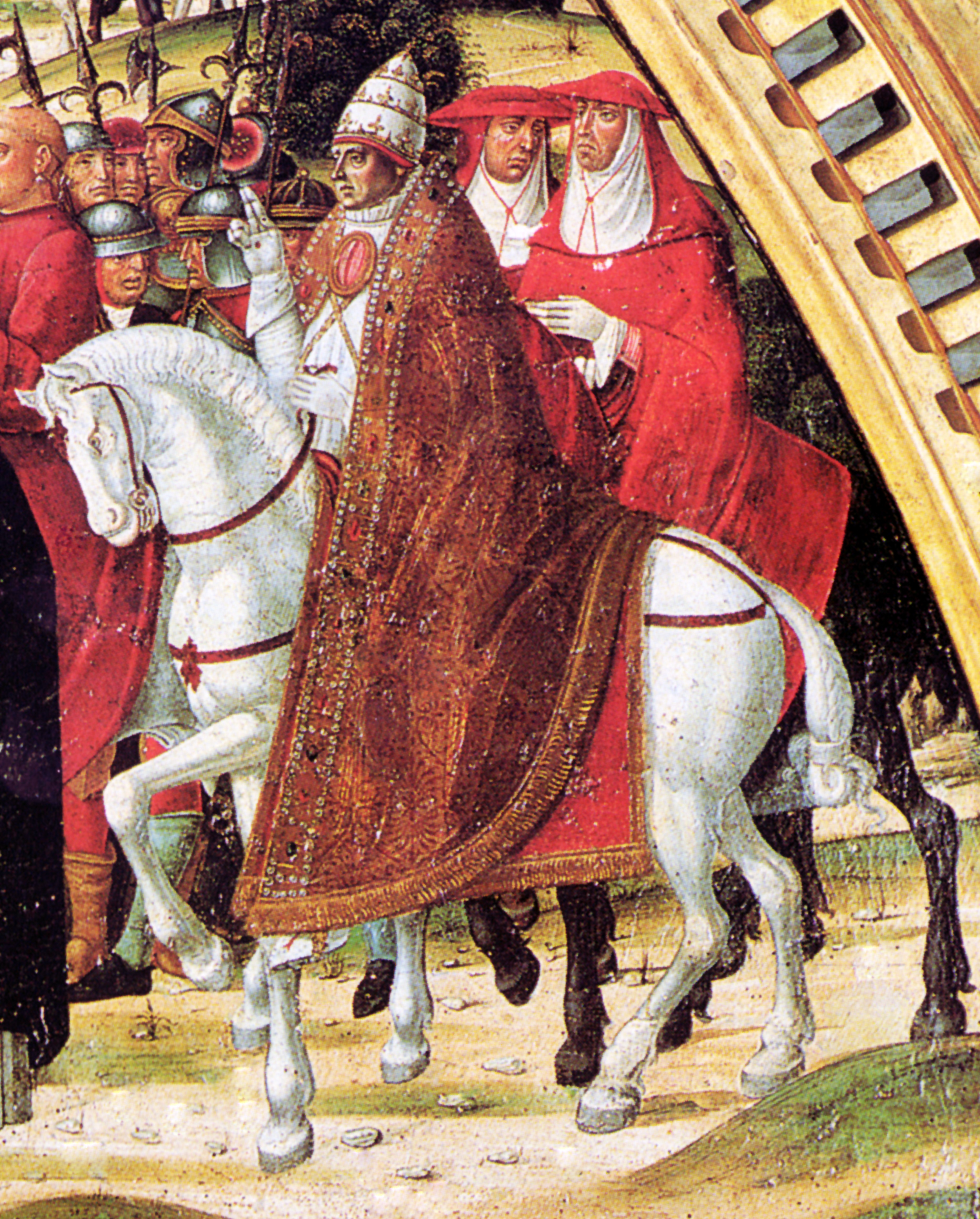
Giáo hoàng trên đường trở về Rome.

### Trở về Roma
Ông là vị Giáo hoàng cuối cùng của cuộc "lưu đày" Avignon. Ngay từ đầu, Giáo hoàng đã muốn về Roma để sự hiện diện của mình may ra có thể chấm dứt sự rối loạn trong nước Tòa thánh. Các sứ thần Pháp, các Hồng y và chính cha ông can ngăn, nhưng Gregorius được sự can thiệp của Thánh Catarina Siena, một giáo dân dòng Đa minh, đã cố khuyên nài, cổ vũ nên ông đã quyết định đem Toà Thánh trở về Roma.
Giáo hoàng rời Avignon ngày 13.9.1376 và xuống tàu ở Marseille ngày 2 tháng 10 để đi Ý. Ông đến Corneto, qua đường Gêné ngày 6 tháng 12. Ông ở lại đó và chờ đến khi những sắp xếp cần thiết được thực hiện xong ở Roma, về chính phủ của ông và nơi ở tương lai của ông. Ngày 13 tháng 1 năm 1377, ông rời Corneto lên bờ tại Ostia vào ngày hôm sau và ngược dòng Tevere đi đến đan viện San Paolo.
Như vậy sau 4 tháng đường trường khó khăn và gian nan, đã về tới Roma ngày 17.1.1377, chấm dứt cuộc lưu đày 70 năm. Thượng nghị viện Roma dâng tặng ông một phần đồi Vatican. Từ nay các Giáo hoàng ngụ tại điện Vatican thay vì ở Laterano. Ngài chọn Đền thờ Đức Bà Cả trong số các đền thờ, để làm nơi kính viếng lãnh ân xá Năm Thánh.

### Quản trị giáo hội
Theo một bức thư của thánh nữ Catarina, Giáo hoàng Gregorius XI ban nhiều sắc lệnh canh tân hàng giáo sĩ và giáo phẩm (xem N.Denis-Boulet: La Carière politique de sainte Catherine de Sienne. Pars 1933).
Ông cũng dẹp các lạc giáo, khuếch trương việc truyền giáo ở Persia, Hy-lạp, Armenia. Năm 1371: theo lệnh của Gregorius XI, các thẩm tra viên lên án các mệnh đề của Piere de Bonageta và Jean de Lalone về sự hiện diện thực sự của Đức Kitô trong thánh thể. Năm 1372, hiến chế của Grêgôriô XI chống lại các mệnh đề thuộc thuyết định mệnh của Albert d'Alberstadt (hay Halberstadt) ở Đức.

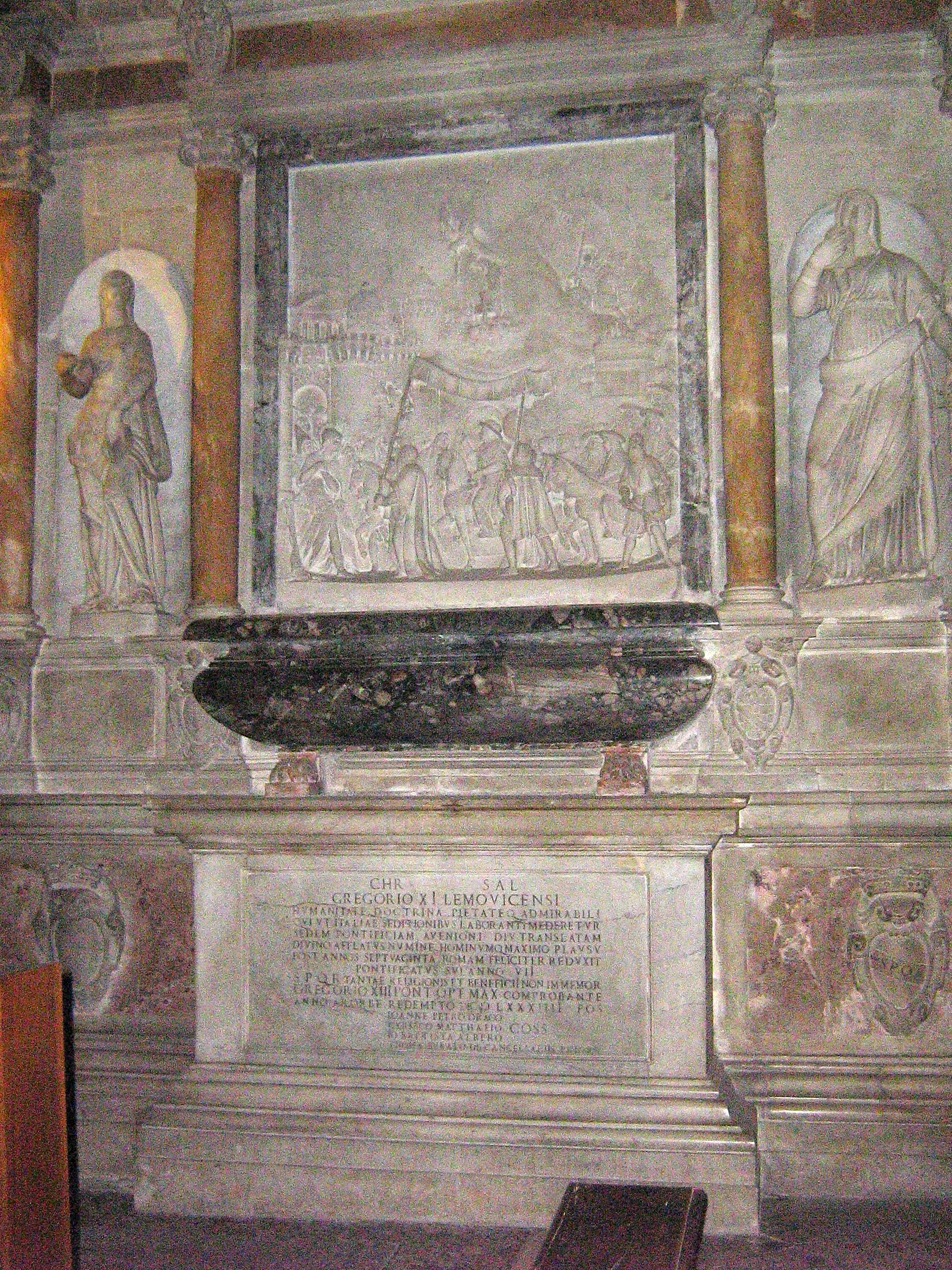
Tượng đá trên lăng mộ của ông tại nhà thờ Santa Francesca Romana gần Roma.

Năm 1372, Grêgôriô XI đã ra vạ tuyệt thông phong trào Turlupins (biệt hiệu mà người ta áp dụng cho các tín đồ phái Tin lành tự do). Jeanne Daubanton, thành viên rất tích cực của Turlupins, bị thiêu sống ở Paris, tại công trường bãi công. Năm 1374, ông chấp nhận Dòng Tây Ban Nha của các vị ẩn tu Thánh Giêrônimô và ngày 22 tháng 5 năm 1377, ông công bố 5 sắc chỉ lên án những sai lầm của Wyclif. Sau hết, ông kêu gọi sự hiệp nhất Ly giáo bằng việc tổ chức một cuộc gặp gỡ các vua châu Âu tại Sarxana trong xứ Liguria (Ý) năm 1378.

## Qua đời
Sự trở về Roma Grêgôriô XI đã không chấm dứt được những sự thù địch. Sự tàn phá kinh khủng thành phố Cesana do hồng y Rôbertô Geneva (người sẽ trở thành phản Giáo hoàng Clement VII) tài trợ, càng làm cho người Ý phẫn nỗ hơn nữa đối với chính quyền của Giáo hoàng.
Những cuộc nổi dậy hầu như liên tục đã khiến cho Grêgôriô XI phải rút lui về Agni vào cuối tháng 5 năm 1377.
Quá mệt mỏi và bị tác động quá mạnh của các cuộc nổi loạn và âm mưu phản loạn liên miên chung quanh, ông đã qua đời ngày 27.3.1378 ở tuổi 47. Sau khi ông qua đời, Đại ly giáo Tây phương (1378 – 1417) bắt đầu.